# 23110 Ерікберн
23110 Ерікберн (23110 Ericberne) — астероїд головного поясу, відкритий 2 січня 2000 року.
Тіссеранів параметр щодо Юпітера — 3,593.